# Канал (природни)
Канал је природни мореуз, односно сужени водени простор између две копнене масе. Најпознатији природни канали на Земљи су — Ламанш (између Уједињеног Краљевства и Француске), Северни канал, Мозамбички канал и др.